# Un truc qu'on peut faire avec le doigt
Un truc qu'on peut faire avec le doigt ou Fingerbang (Something You Can Do with Your Finger en version originale) est le huitième épisode de la quatrième saison de la série animée South Park, ainsi que le 56e épisode de l'émission.

## Synopsis
Cartman veut fonder un boys band avec ses amis. Mais Randy, le père de Stan, semble opposé à l'affaire.